# Jacek Korcelli
Jacek Korcelli (ur. 12 marca 1934 w Łodzi, zm. 19 sierpnia 2020 w Konstancinie-Jeziornie) – polski operator filmowy, scenarzysta, profesor sztuki filmowej i wykładowca na PWSFTviT w Łodzi. Członek Polskiej Akademii Filmowej. Mąż reżyserki Anny Sokołowskiej. 
Był synem dziennikarza i dramatopisarza – Kazimierza Korcellego.
Pochowany na cmentarzu Powązki Wojskowe w Warszawie (kwatera H-12-21).

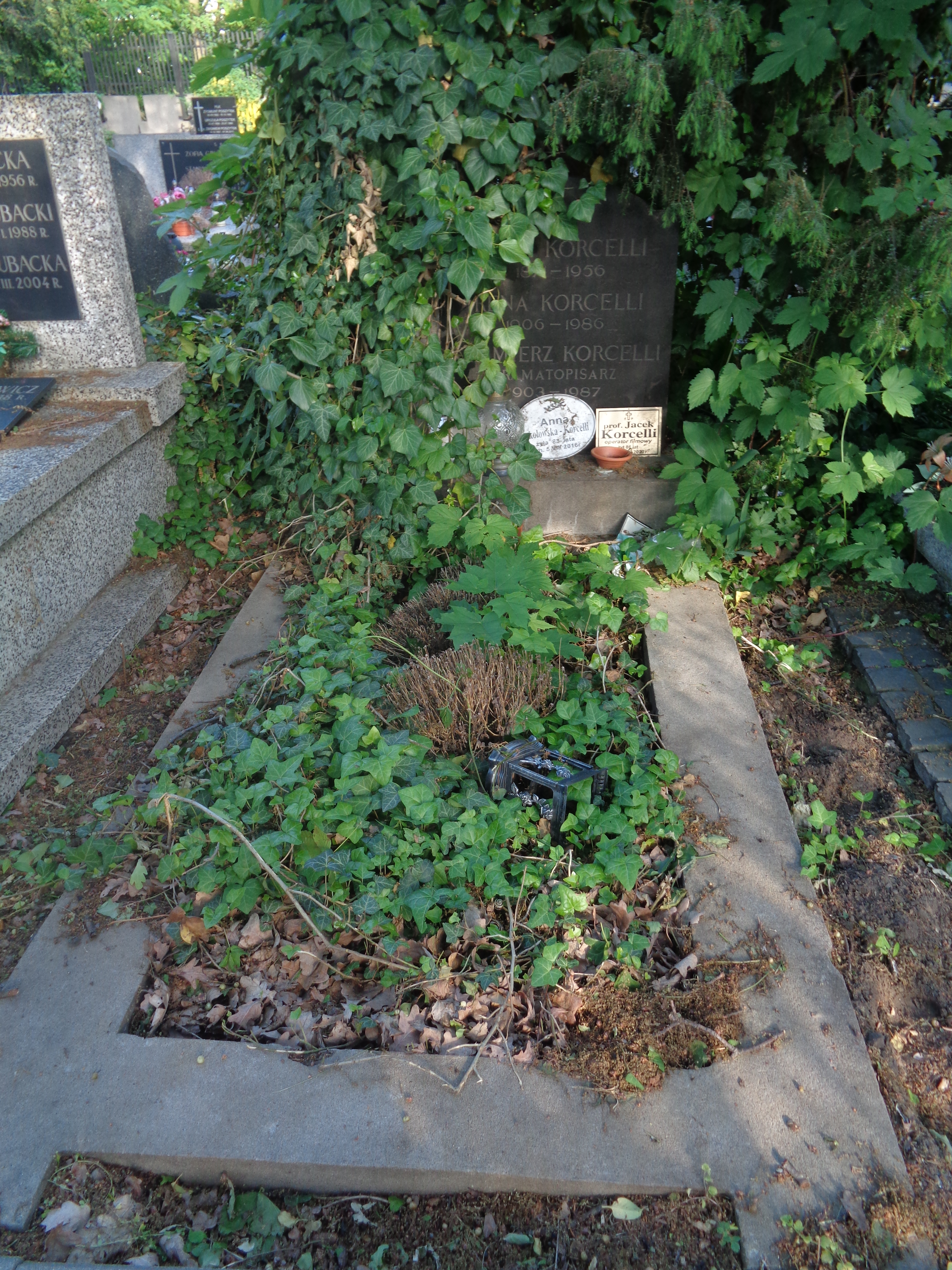
Nagrobek na cmentarzu wojskowym na Powązkach

## Filmografia
Źródło: FilmPolski.pl
Zdjęcia
- Przygody Joanny (1994)
- ESD (1986)
- Pierścień i róża (1986)
- Kłamczucha (1980)
- Lalka (1977)
- Inna (1976)
- Domy z deszczu. Impresja z Konstantego Paustowskiego (1975)
- Bułeczka (1973)
- Stawiam na Tolka Banana (serial TV, 1973)
- Kamizelka (1971)
- Przez dziewięć mostów (1971)
- Julia, Anna, Genowefa... (1967)
- Beata (1964)
- Wielka, większa i największa (1962)

Scenariusz
- Przygody Joanny (1994)
- Bułeczka (1973)

Operator kamery
- Komedianty (1961)
- Kwiecień (1961)
- Odwiedziny prezydenta (1961)
- Szatan z siódmej klasy (1960)
- Tysiąc talarów (1959)

Współpraca operatorska
- Awantura o Basię (1959)
- Król Maciuś I (1957)

## Nagrody
Jacek Korcelli otrzymał Nagrodę Przewodniczącego Komitetu ds. Radia i Telewizji zespołowo za serial Lalka, Nagrodę Ministra Kultury i Sztuki III stopnia za film Beata oraz nagrodę za zdjęcia do filmu Domy z deszczu na XIV Międzynarodowym Festiwalu Telewizyjnym w Pradze. W 1999 został odznaczony Krzyżem Kawalerskim Orderu Odrodzenia Polski w uznaniu wybitnych osiągnięć w działalności artystycznej oraz w uznaniu działalności dydaktycznej.